# Fotografowanie lotnicze
Fotografowanie lotnicze – jeden ze sposobów rozpoznania polegający na sfotografowaniu terenu lub poszczególnych obiektów z samolotów bądź innych aparatów latających, a następnie na opracowywaniu i odczytywaniu wykonanych zdjęć lotniczych. Fotografowanie lotnicze umożliwia uzyskiwanie wiarygodnych i w miarę obiektywnych (maskowanie) danych o charakterze terenu i obiektach przeciwnika.